# Leonne Stentler
Leonne Suzanne Stentler (Rotterdam, 23 april 1986) is een Nederlands voormalig voetbalster die onder andere uitkwam voor ADO Den Haag en Ajax. Sinds 2019 is Stentler voetbalanaliste op TV, onder meer voor ESPN en de NOS.

## Carrière
Stentler begon haar carrière bij Bolnes en kwam daarna bij RVVH terecht, voordat ze in seizoen 2007/08 de overstap maakte naar ADO Den Haag om te gaan spelen in de nieuwe Eredivisie voor vrouwen. In seizoen 2011/12 werd ze kampioen met de Haagse club. Daarnaast won ze dat jaar de KNVB beker. Hierna stapte ze over naar Ajax waarmee ze geen prijs wist te winnen.
Stentler maakte op 12 maart 2009 haar debuut voor het Nederlands elftal. Onder bondscoach Vera Pauw viel ze in de wedstrijd tegen Zuid-Afrika in, in het toernooi om de Cyprus Cup. Voor het EK 2009 in Finland behoorde ze tot de voorselectie, maar viel uiteindelijk af. In 2013 behoorde zij wél tot de selectie van het EK in Zweden.
Door een blessure stopte ze in 2015 gedwongen met voetballen.
Na haar voetbalcarrière begon Stentler samen met Hassnah Elhage het bedrijf VV Kicks, dat zich inzet voor de promotie van vrouwenvoetbal. In 2020 begonnen zij de podcast 1920 Clubhouse over vrouwenvoetbal in Nederland. Daarnaast ging ze aan de slag als voetbalanalist voor de NOS en voor ESPN, waar ze onder andere de wedstrijden op eindrondes, zoals EK's en WK's, voor vrouwenelftallen en wedstrijden in de Vrouwen Eredivisie analyseerde.
In 2022 ging ze aan de slag bij PSV, waar ze zich bezig zou gaan houden met de scoutings- en opleidingsmogelijkheden van de club. Deze functie combineert ze met haar televisiewerk. Sinds november 2023 voorziet Stentler voetbalwedstrijden in het TV-programma Studio Sport Eredivisie van analytisch commentaar.

## Erelijst
ADO Den Haag
- Landskampioen: 1

2011/12
- KNVB beker: 1

2011/12

## Statistieken
| Seizoen | Club         | Land      | Competitie | Wedstrijden | Doelpunten |
| ------- | ------------ | --------- | ---------- | ----------- | ---------- |
| 2007/08 | ADO Den Haag | Nederland | Eredivisie | 6           | 1          |
| 2008/09 | ADO Den Haag | Nederland | Eredivisie | 23          | 2          |
| 2009/10 | ADO Den Haag | Nederland | Eredivisie | 14          | 0          |
| 2010/11 | ADO Den Haag | Nederland | Eredivisie | 20          | 0          |
| 2011/12 | ADO Den Haag | Nederland | Eredivisie | 7           | 0          |
| 2012/13 | Ajax         | Nederland | Eredivisie | 26          | 1          |
| 2013/14 | Ajax         | Nederland | Eredivisie | 0           | 0          |
| 2014/15 | Ajax         | Nederland | Eredivisie | 2           | 0          |
| Totaal  | Totaal       | Totaal    | Totaal     | 98          | 4          |

Laatste update jun 2020(CEST)
1: Geurts ·
2: Bito ·
3: Koster ·
4: Van Dongen ·
5: Van den Heiligenberg ·
6: Hoogendijk ·
7: Van de Ven ·
8: Spitse ·
9: Melis ·
10: Van de Donk ·
11: Martens · 12: Heuver · 13: Smit · 14: Slegers · 15: Stentler · 16: Van Veenendaal · 17: Worm · 18: Dekker · 19: Versteegt · 20: Van Lunteren · 21: De Ridder · 22: Roelvink · 23: Christ · Coach: Reijners